# Giovanni Durando (giurista)
Giovanni Durando (Torino, 8 gennaio 1915 – Moncalieri, 11 gennaio 2000) è stato un giurista e giornalista italiano.

## Biografia
Quella di Durando fu una figura controversa di magistrato e giornalista politico. Entrato nel 1931 nell'Azione Cattolica, ne divenne dirigente. Si laureò nel 1938, presso l'Università di Torino, in Giurisprudenza, con una tesi in Scienza delle Finanze discussa con Luigi Einaudi. L'anno successivo si laureò in Scienze Politiche con una tesi in Storia delle dottrine economiche sempre con Einaudi, di cui divenne assistente.
Richiamato alle armi con lo scoppio della Seconda guerra mondiale, partecipò alle operazioni sul fronte occidentale e quindi in Albania. Pur al fronte, riuscì a vincere il concorso in magistratura. Rientrato in Italia si laureò anche in Diritto canonico presso il Pontificio Ateneo Lateranense, in Economia e Commercio all'Università di Trieste e infine, nel 1944, in Filosofia presso l'Università di Torino (quinta laurea).
L'8 settembre 1943 era giudice al Tribunale di Asti e aderì alla Resistenza collaborando con la Divisione partigiana monarchica "Asti". Fu membro del C.L.N. della Magistratura piemontese. Alla Liberazione fu nominato Pubblico Ministero presso la Corte d'Assise straordinaria di Torino, dove cercò di evitare vendette e condanne politiche, deplorando gli assassinii a guerra finita da parte di formazioni partigiane comuniste.
Dopo il Referendum istituzionale del 2 giugno 1946, ne sostenne l'irregolarità ritenendo che il Governo avesse assunto i poteri del Re prima della proclamazione dei risultati definitivi. Nel 1948 conseguì la Libera docenza in Economia politica, docenza che esercitò presso la Facoltà di Giurisprudenza di Torino fino al 1969.
Fondò il settimanale La Voce della Giustizia che diresse fino al 1962 quando, per effetto delle sue battaglie giornalistiche sgradite non solo alle opposizioni di sinistra ma anche al Governo, fu costretto dal Consiglio Superiore della Magistratura a chiuderlo. Molti noti studiosi (Gioacchino Volpe, Niccolò Rodolico, Piero Operti, ecc.) collaborarono al settimanale e all'associazione che ne nacque, tramutatasi poi in un movimento politico di centro-destra. La sua ideologia monarchica e le sue prese di posizione espresse anche in altri vari giornali (Gazzetta del Popolo, Il Conciliatore, Il Borghese, ecc.), lo rendevano infatti inviso alle Autorità e a parte della Magistratura. Nel 1954 fu chiamato da Giovannino Guareschi a collaborare a Candido dove tenne la rubrica "Dei Delitti e delle Pene". In occasione del noto processo a Guareschi per la pubblicazione di alcune lettere attribuite ad Alcide De Gasperi, sostenne l'autenticità delle stesse.
Le sue posizioni controcorrente gli procurarono vari nemici con denunzie e processi disciplinari e non, che ebbero ampia risonanza mediatica, dai quali uscì sempre assolto. Si ricordano, in proposito: il processo per aver accusato gli attentatori di via Rasella di essere i responsabili della rappresaglia tedesca, su denuncia di Cino Moscatelli, Franco Antonicelli e Vittorio Foa; per aver vilipeso le Forze Armate della Liberazione (dopo una condanna in primo grado, Durando fu assolto in appello); per aver denunciato lo scrittore Paolo Monelli e La Stampa; quello, su denuncia del rabbino capo Elio Toaff, per aver sostenuto sul bollettino dell'Unione Monarchica Italiana di Genova, Fedeltà Monarchica, l'accusa di deicidio contro gli ebrei, fatta propria per secoli dalla Chiesa cattolica, ecc. Tutte queste "avventure" giudiziarie che coinvolgevano un magistrato, fecero scalpore e ne fecero una figura di spicco dell'Italia di allora, noto soprattutto negli ambienti intellettuali di destra.
Dopo la conclusione positiva dei vari processi, venne trasferito dal Tribunale di Asti a quello di Torino. Nel 1974 fu promosso consigliere di Cassazione e quindi Presidente di Sezione. Continuò a presiedere a Torino una Sezione della Commissione Tributaria, infine, andato in pensione, iniziò la professione di avvocato della Sacra Rota, scontrandosi spesso, per il suo atteggiamento in difesa della tradizione, con varie autorità ecclesiastiche. Pur rimanendo nelle associazioni cattoliche, vide con comprensione le posizioni di monsignor Marcel Lefebvre e dei suoi seguaci, cercando una conciliazione. In seguito il papa Benedetto XVI ritirò poi la scomunica comminata da Paolo VI. Fu presidente dell'associazione "Una voce" per il mantenimento del latino nella liturgia.

## Opere principali
- Principi dell'economia e finanza in alcuni scritti di Prospero Balbo, Torino, 1940.
- De processu criminali in codice iuris canonici, Roma, 1941.
- Considerazioni sui principi essenziali di un ordine sociale, Torino, 1943.
- Istituzioni di diritto civile, Torino, 1943.[13]
- Principi di economia politica, Torino, 1943.
- Istituzioni di diritto pubblico, Torino, 1944. ed Marietti
- Istituzioni di diritto commerciale, Torino, 1944. ed Marietti
- Principi di Economia politica, Torino, 1953.
- Principi di Economia finanziaria, Torino, 1954.
- Gioventù, Famiglia, Stato, Torino, 1959.
- La proprietà di A. Thiers (versione italiana e introduzione di Giovanni Durando), Torino, 1960.
- Il Valdorco in guerra (ricordi militari), Torino 1983.
- ...Io no! (memorie), 7 voll., Torino, 1993-1994.
- Elementi di Educazione Civica Archiviato il 25 aprile 2018 in Internet Archive. 3 vol. Edizione Marietti
- Interpretazione e commento della Costituzione Italiana Torino, 1948